# Model funcional de bus
Un Bus Functional Model o BFM (també conegut com a Transaction Verification Model o TVM) és un model de programari no sintetitzable d'un component de circuit integrat que té un o més busos externs. L'èmfasi del model està en simular les transaccions del bus del sistema abans de construir i provar el maquinari real. Els BFM es defineixen normalment com a tasques en llenguatges de descripció de maquinari (HDL), que apliquen estímuls al disseny en verificació mitjançant formes d'ona i protocols complexos. Normalment, un BFM s'implementa utilitzant llenguatges de descripció de maquinari com Verilog, VHDL, SystemC o SystemVerilog.
Normalment, els BFM ofereixen una interfície de dues cares: un costat de la interfície condueix i mostra senyals de baix nivell segons el protocol de bus. D'altra banda, hi ha tasques disponibles per crear i respondre a transaccions d'autobús. Els BFM s'utilitzen sovint com a blocs de construcció reutilitzables per crear bancs de prova de simulació, en els quals els ports d'interfície de bus d'un disseny en prova es connecten als BFM adequats.
Una altra aplicació habitual dels BFM és la prestació de models substitutius per als components IP : en lloc d'un disseny de llista de xarxa o RTL d'un component IP, un proveïdor d'IP de tercers pot proporcionar només un BFM adequat per a la verificació. El proveïdor d'IP pot proporcionar directament el component IP real en forma d'una llista de xarxa a nivell de porta a la foneria.
En el passat, els BFM es tractaven com una entitat no sintetitzable, però recentment els BFM també estan disponibles com a models sintetitzables.